# Skiflug-Weltmeisterschaft 2002
Die Skiflug-Weltmeisterschaft 2002 fand vom 7. bis zum 10. März 2002 auf der Čerťák-Skiflugschanze im tschechischen Harrachov statt. Sie wurde vom Weltskiverband FIS veranstaltet. Die Goldmedaille sicherte sich der Deutsche Sven Hannawald vor seinem Landsmann Martin Schmitt und dem Finnen Matti Hautamäki.

## Teilnehmer
Zur Weltmeisterschaft reisten 64 Sportler aus 17 Ländern an (in Klammern Anzahl Sportler):
| - Deutschland (7) - Estland (2) - Finnland (4) - Frankreich (3) - Japan (3) - Niederlande (1) - Norwegen (6) - Österreich (5) - Polen (6) | - Schweiz (3) - Slowakei (3) - Slowenien (5) - Kasachstan (4) - Südkorea (2) - Tschechien (6) - Vereinigte Staaten (3) - Italien (1) |

## Wettbewerb
Bereits das erste Training für die Skiflug-WM 2002 am Teufelsberg musste wegen böigen Windes (bis 50 km/h) und starken Regens abgesagt und auf Freitag verschoben werden. Das Training musste auch am Freitag mehrmals verschoben werden. Den weitesten Sprung zeigte der Finne Veli-Matti Lindström mit 205 Metern.
Nach dem ersten Durchgang lag der Deutsche Sven Hannawald mit einem Sprung auf 202 Metern und 197,4 Zählern in Führung. Auf Rang zwei lag der Finne Matti Hautamäki, der auf 202,5 Meter kam (193,0 Punkte) vor seinem Landsmann Veli-Matti Lindström (191 Meter und 182,2 Punkte). Im ersten Durchgang sprangen zwei Athleten über die 200-Meter-Marke.
Im zweiten Durchgang konnte Hannawald erneut auf 202 Meter fliegen und sich so den ersten Rang sichern (396,3 Punkte). Mit exakt der gleichen Weite folgte auf Rang zwei sein Teamkollege Martin Schmitt mit 368,3 Zählern. Auf den Rängen drei und vier folgten die beiden Finnen Matti Hautamäki (363,4 Punkte) und Veli-Matti Lindström (362,8 Punkte) vor Simon Ammann (360,0 Punkte) aus der Schweiz.
In der Nacht zum Sonntag zog ein Orkantief mit Spitzen bis zu 20 Metern in der Sekunde über Tschechien herein. Am Sonntag wurde daher wegen Schneegestöbers und starker Windböen von bis zu 70 km/h der zweite Wettkampftag am Teufelsberg abgesagt.
Sven Hannawald konnte als erster Springer seinen Titel bei einer Skiflug-Weltmeisterschaft verteidigen. Bereits 2000 hatte er im norwegischen Vikersund die Gesamtwertung nach nur einem Flugtag gewonnen.
Mediale Aufmerksamkeit erregte die Veranstaltung auch, weil Hannawald von polnischen Fans mit Schneebällen beworfen wurde.
| Platz | Name                 | Land               | Punkte |
| ----- | -------------------- | ------------------ | ------ |
| 01    | Sven Hannawald       | Deutschland        | 396,3  |
| 02    | Martin Schmitt       | Deutschland        | 368,3  |
| 03    | Matti Hautamäki      | Finnland           | 363,4  |
| 04    | Veli-Matti Lindström | Finnland           | 362,6  |
| 05    | Simon Ammann         | Schweiz            | 360,0  |
| 06    | Roberto Cecon        | Italien            | 346,6  |
| 07    | Andreas Widhölzl     | Österreich         | 329,4  |
| 08    | Christof Duffner     | Deutschland        | 321,6  |
| 09    | Martin Höllwarth     | Österreich         | 319,2  |
| 10    | Risto Jussilainen    | Finnland           | 315,6  |
| 11    | Robert Kranjec       | Slowenien          | 312,3  |
| 12    | Primož Peterka       | Slowenien          | 310,5  |
| 13    | Michael Uhrmann      | Deutschland        | 309,4  |
| 14    | Tommy Ingebrigtsen   | Norwegen           | 307,4  |
| 15    | Anders Bardal        | Norwegen           | 307,3  |
| 16    | Martin Koch          | Österreich         | 301,8  |
| 17    | Rémi Santiago        | Frankreich         | 292,2  |
| 18    | Adam Małysz          | Polen              | 291,7  |
| 19    | Emmanuel Chedal      | Frankreich         | 287,8  |
| 20    | Igor Medved          | Slowenien          | 273,7  |
| 21    | Choi Heung-chul      | Südkorea           | 272,1  |
| 22    | Jaroslav Sakala      | Tschechien         | 271,4  |
| 23    | Kazuyoshi Funaki     | Japan              | 271,1  |
| 24    | Janne Ahonen         | Finnland           | 270,3  |
| 25    | Sylvain Freiholz     | Schweiz            | 266,5  |
| 26    | Jan Mazoch           | Tschechien         | 262,4  |
| 27    | Jakub Jiroutek       | Tschechien         | 260,4  |
| 28    | Martin Mesík         | Slowakei           | 258,7  |
| 29    | Andreas Goldberger   | Österreich         | 243,5  |
| 30    | Kang Chil-gu         | Südkorea           | 240,6  |
| 31    | Tomasz Pochwała      | Polen              | 124.7  |
| 32    | Alan Alborn          | Vereinigte Staaten | 119.3  |
| 33    | Tomisław Tajner      | Polen              | 118.9  |
| 34    | Robert Mateja        | Polen              | 113.8  |
| 35    | Blaž Bilban          | Slowenien          | 112.6  |
| 36    | Andreas Küttel       | Schweiz            | 111.2  |
| 37    | Nicolas Dessum       | Frankreich         | 109.1  |
| 38    | Clint Jones          | Vereinigte Staaten | 104.7  |
| 39    | Thomas Schwall       | Vereinigte Staaten | 98.1   |
| 40    | Jörg Ritzerfeld      | Deutschland        | 88.5   |
| 41    | Akira Higashi        | Japan              | 86.8   |
| 42    | Olav Magne Dønnem    | Norwegen           | 82.5   |
| 43    | Jaan Jüris           | Estland            | 75.1   |
| 44    | Christoph Kreuzer    | Niederlande        | 73.9   |
| 45    | Hideharu Miyahira    | Japan              | 72.7   |
| 46    | Ján Zelenčík         | Slowakei           | 71.5   |
| 47    | Dušan Oršula         | Slowakei           | 62.8   |
| 48    | Jakub Janda          | Tschechien         | 55.6   |
| 49    | Roar Ljøkelsøy       | Norwegen           | 50.8   |
| 50    | Jouko Hein           | Estland            | -      |

## Weblink
- Ausführliches Ergebnis